# West Peoria
West Peoria és una població dels Estats Units a l'estat d'Illinois. Segons el cens del 2000 tenia 4.762 habitants.

## Demografia
Segons el cens del 2000, West Peoria tenia 4.762 habitants, 1.984 habitatges, i 1.222 famílies. La densitat de població era de 1.425,3 habitants/km².
Dels 1.984 habitatges en un 25,7% hi vivien nens de menys de 18 anys, en un 47,8% hi vivien parelles casades, en un 10,5% dones solteres, i en un 38,4% no eren unitats familiars. En el 32,1% dels habitatges hi vivien persones soles el 12,9% de les quals corresponia a persones de 65 anys o més que vivien soles. El nombre mitjà de persones vivint en cada habitatge era de 2,29 i el nombre mitjà de persones que vivien en cada família era de 2,89.
Per edats la població es repartia de la següent manera: un 21,9% tenia menys de 18 anys, un 7,8% entre 18 i 24, un 27,8% entre 25 i 44, un 22,7% de 45 a 60 i un 19,8% 65 anys o més.
L'edat mediana era de 40 anys. Per cada 100 dones de 18 o més anys hi havia 82,5 homes.
La renda mediana per habitatge era de 41.148 $ i la renda mediana per família de 51.420 $. Els homes tenien una renda mediana de 36.130 $ mentre que les dones 28.519 $. La renda per capita de la població era de 22.247 $. Aproximadament el 5% de les famílies i el 8,1% de la població estaven per davall del llindar de pobresa.

## Poblacions més properes
El següent diagrama mostra les poblacions més properes.